# Сандалі
Санда́лі, санда́лії (від грец. σανδάλιον, множ. σανδάλια) — легке взуття (часто без підборів) із застібками-ремінцями. У давніх греків і римлян — взуття, що являло собою дерев'яну або шкіряну підошву без підборів, яку прив'язували до ноги ремінцями.
Існує також різновид сандалети — легкі літні туфлі.
Сандалі є особливо популярними в теплому кліматі або протягом теплої пори року. Вони забезпечують комфорт в теплу погоду, оскільки ноги в них залишаються сухими.